# أكواب ذات الاستخدام الواحد

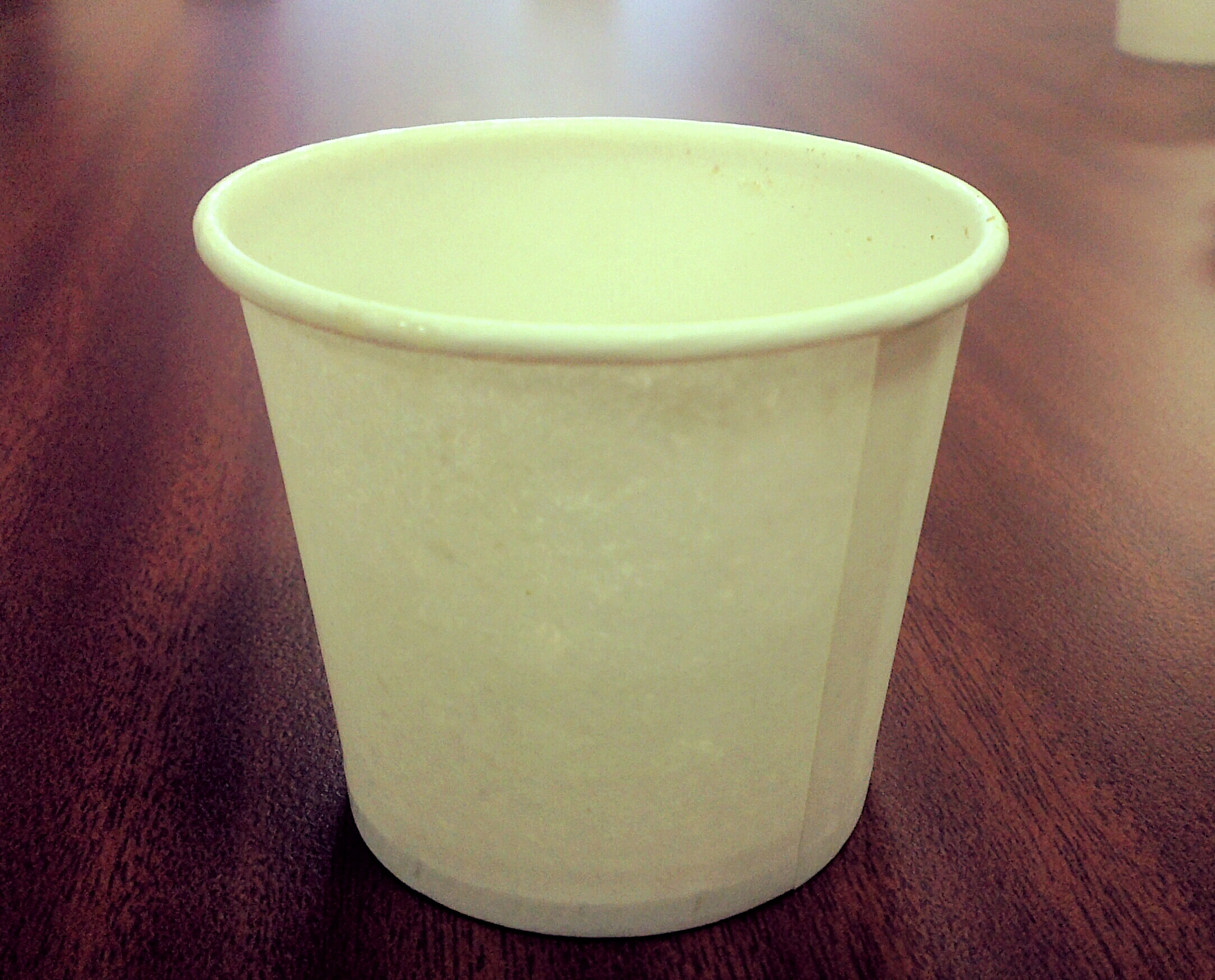
كأس ورقي للاستخدام الواحد.

الأكواب ذات الاستخدام الواحد هي نوع من أنواع أدوات المائدة وتغليف الأغذية ذات الاستعمال الواحد. أنواع أكواب الاستخدام الواحد: كؤوس ورقية وكؤوس بلاستيكية وكؤوس رغوية. يستخدم البولسترين الممدد لصنع الكؤوس الرغوية، ويستخدم البولي بروبلين لصنع الكؤوس البلاستيكية. بالإضافة لكونها أنتجت للاستخدام الواحد فقط؛ الكؤوس ذات الاستخدام الواحد وما شابهها من المنتجات تشكل مصدرًا رئيسيًا للمستهلك والنفايات المنزلية، مثل النفايات الورقية والنفايات البلاستيكية. تم تقدير المنازل العادية والتي تتخلص من 70 كأس من الكؤوس ذات الاستخدام الواحد كل عام.
تستهلك الولايات المتحدة حوالي 108 مليار كأس كل عام، وتستخدم المملكة المتحدة ما يقدر ب 2.5 مليار كأس ورقي كل عام.

## التاريخ

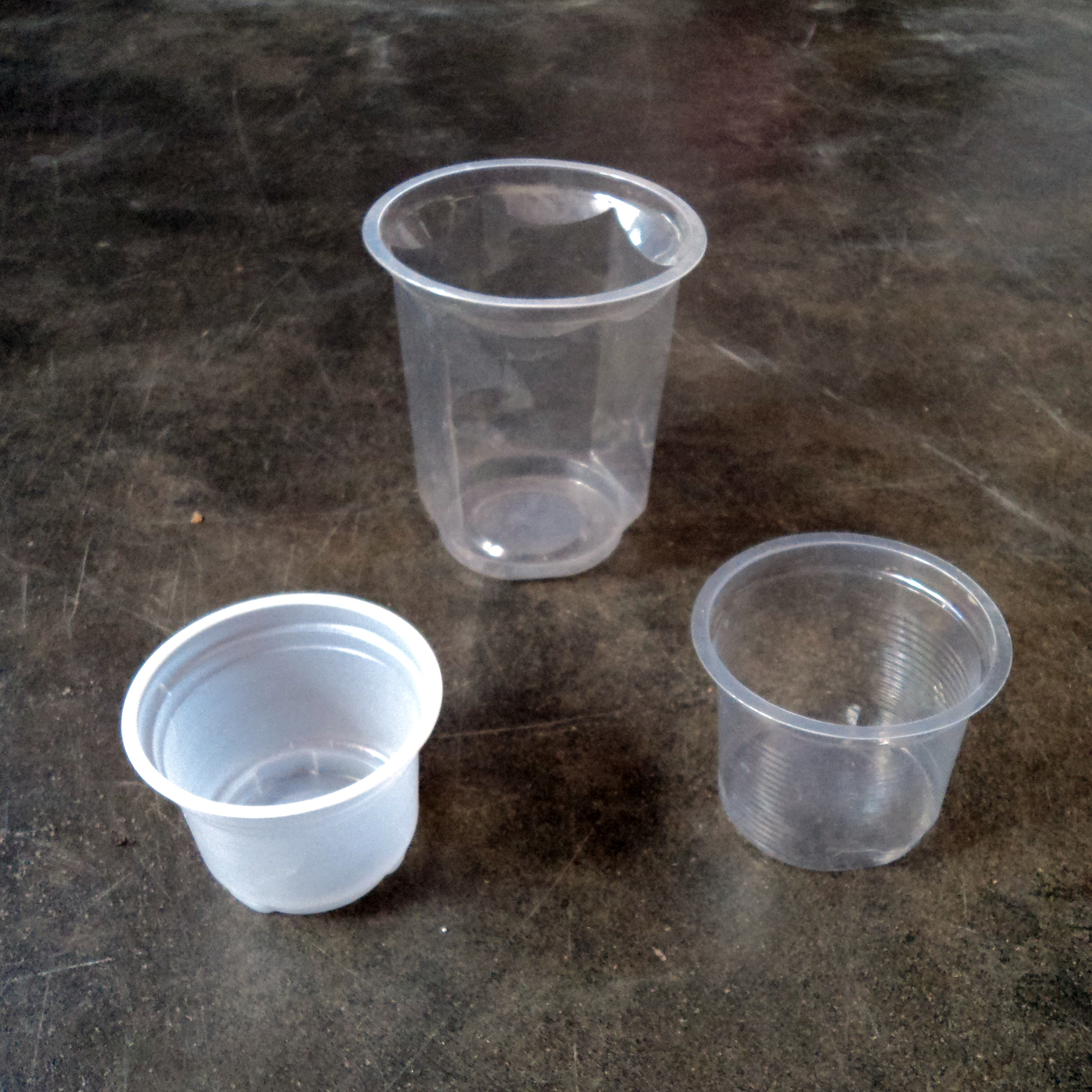
كؤوس بلاستيكية ذات الاستخدام الواحد.

اخترع لورانس لويلن كأس قمعي ورقي للاستخدام الواحد في عام 1908, وفي عام 1912 بدأ لويلن وهيو مور بتسويق الكأس الصحي، كأس أخر ورقي للاستخدام الواحد. فقد تم تصميم الكأس الصحي لصنع وسيلة للناس ليشربوا من براميل المياه العامة دون نشر الجراثيم، وهذا يحدث عندما يستخدم الناس كأس مشترك أو ركوة للاحتفاظ بالماء. تغير اسم الكأس الصحي لاحقاً إلى
كأس الرغوة ذو الاستخدام الواحد ويحتوي على القهوة. كأس دسكي، تيمنًا باسم ماركة للدمى. بعد ذلك، لويلن ومور طوروا كأس الآيس كريم الورقي للاستخدام الواحد، والذي يتضمن أغطية مع صور للرياضيين ونجوم السينما والحيوانات.

## الاستخدامات التجارية
بعض الشركات مثل تجار التجزئة ومتاجر الكعك المحلى يبيعون منتجاتهم في الكؤوس ذات الاستخدام الواحد. قدَّر كتاب 2011 بأن سلسلة من متاجر الكعك المحلى تستخدم مليار كأس قهوة للاستخدام الواحد في السنة، وهو كافي ليدور حول الأرض مرتين. هناك مقالة في عام 2012 في جريدة (اون ارث) تقول بأن ستاربكس استخدم أكثر من أربعة مليارات كأس قهوة ذات الاستخدام الواحد في عام 2011. تستخدم علامة (كوب نودلز) كؤوس رغوة البولسترين الممدد لاحتواء المعكرونة سريعة التحضير، مياه ساخنة أو مغلية تضاف إلى علبة المعكرونة المجففة والتي تحضر المنتج حتى ينضج خلال ثلاث دقائق.
بدأت شركة نيسين للأغذية بتسويق المنتج في كأس رغوي في بدايات عام 1970.

## التلوث
تساهم صناعة الكؤوس الورقية في تلوث المياه عندما تتدخل المواد الكيمائية مثل الكلور وثاني أكسيد الكلور واختزال الكبريتيد إلى مجاري المياه. وتساهم صناعة الكؤوس الرغوية في تلوث الهواء عندما يتواجد البنتان في الجو.

## إعادة التدوير والتدابير البيئية الأخرى
ازدادت إعادة تدوير حاويات البولي بروبلين ببطء في بعض البلدان المتطورة، ولكنها لاتزال محدودة لحد ما. غير مطعم ماكدونالدز كؤوسه الرغوية إلى كؤوس ورقية في عام 2014. وسوف تتم إعادة تدوير الكؤوس الورقية في المملكة المتحدة، اعتبارًا من عام 2016, بالتعاون مع سيمبلي كبس وجيمس كروبر.

## البدائل
عرضت سلسلة مقاهي متعددة خصم إذا أحضروا الزبائن كؤوسهم الخاصة.
في الاحتفالات مثل احتفال أكتوبر البافاري، تم تجنب التكاليف بسبب السرقة أو الكسر بدون استخدام المستهلكات: يدفع الزبون رسوم مسبقة لكأس الشرب أو القدح ويحصل على خصم عند ارجاعه.